# Roberto Fantuzzi
Roberto Fantuzzi (Reggio Emilia, 1899 – Caracas, 28 aprile 1976) è stato un pittore italiano, noto soprattutto per i ritratti collettivi di scuole e società mediche europee e americane.

## Biografia
Figlio di Giuseppe, uno dei pionieri della fotografia italiana, Roberto Fantuzzi fin da giovane incontra, nel laboratorio-atelier del padre, i principali esponenti del mondo artistico e culturale della sua città. Dopo aver frequentato l'Accademia di belle arti di Firenze, trascorre dei periodi di studio e di perfezionamento a Roma e a Parigi, ma anche in Spagna, Paesi Bassi e Regno Unito. Pittore versatile, si specializza sempre più nel ritratto e, in particolare, nel ritratto collettivo, "con gruppi di persone prese dal vero, perfettamente riconoscibili, studiate una per una, con una volontà ed una pazienza veramente certosina".
Nel 1918 si trasferisce in Sud America dove vivrà per quasi un ventennio, lavorando soprattutto tra Argentina e Uruguay. Risale a questo periodo, per esempio, il grande olio su tela raffigurante i membri della Sociedad Uruguaya de Pediatria nel 1924 e conservato nella Biblioteca della sede della Società a Montevideo. Una grande casa editrice argentina riproduce alcuni dei suoi ritratti collettivi su cartoline, contribuendo alla popolarità dell'artista.
All'inizio degli anni Trenta, il grande ortopedico Vittorio Putti conosce Fantuzzi durante un congresso in Argentina e lo invita in Italia, dove in effetti l'artista tornerà per oltre un decennio, dalla metà degli anni Trenta al 1947. Risalgono a questo periodo numerosi ritratti di celebri clinici e chirurghi italiani dell'epoca, tra cui lo stesso Putti a Bologna, Alessandro Lustig a Firenze, e Mario Donati a Milano, nonché i ritratti di alcuni Papi, Pio XI e Pio XII, "poi riprodotti in migliaia di copie, diffusi in ogni parte del mondo cattolico".
Sempre durante i suoi soggiorni romani, Fantuzzi lavorò a una serie di quadri che raffiguravano alcuni capiscuola del Policlinico Umberto I di Roma circondati dai loro allievi, durante una lezione o un'operazione chirurgica: si possono ancora ammirare nei rispettivi padiglioni del grande ospedale romano i ritratti del clinico Cesare Frugoni, del tropicalista Aldo Castellani, del chirurgo Roberto Alessandri, del ginecologo Ernesto Pestalozza e dell'ortopedico Riccardo Dalla Vedova.
Nel 1940, Fantuzzi sposa a Reggio Emilia la sua concittadina Haydée Bocci che lo seguirà costantemente nei suoi viaggi, facendogli anche da segretaria. 
Notevole anche la serie di quadri di soggetto bellico - almeno una quarantina - realizzati da Fantuzzi durante la Seconda Guerra Mondiale:
Nel 1947, la Famiglia Artistica Reggiana organizza una mostra con oltre 100 opere del pittore che ottiene un grande successo. Quello stesso anno Fantuzzi riparte per l'Argentina dove vivrà per cinque anni, prima di trasferirsi a Caracas, in Venezuela, dove vivrà fino alla morte, sopraggiunta nel 1976. In Venezuela la popolarità di Fantuzzi aumenterà ancora fino a fargli ottenere la cittadinanza onoraria. Negli ultimi anni della sua vita realizzerà anche i ritratti di due Presidenti degli Stati Uniti, Lyndon B. Johnson e Richard Nixon, e di alcuni loro familiari. Alla sua morte, il Presidente del Venezuela, Carlos Andrés Pérez volle che i funerali dell'artista si svolgessero a spese dello Stato.

## Alcune opere
- La Sociedad Uruguaya de Pediatria en 1924 (olio su tela, 1924)
- Mario Donati con gli allievi (olio su tela, post 1933)[8]
- Ernesto Pestalozza e discepoli (olio su tela, 1934)[9]
- Aldo Castellani e discepoli (olio su tela, 1935)[10]
- Roberto Alessandri e discepoli (olio su tela, ca. 1935)[11]
- Cesare Frugoni e discepoli (olio su tela, 1936)[12]
- Riccardo Dalla Vedova e discepoli (olio su tela, 1938)[13]

### Datazione incerta
- El Dr José Arce a punto de efectuar una anestesia raquidea delante de un grupo de colegas y estudiantes (olio su tela, Facultad de Ciencias Medicas, Buenos Aires)[14]
- Operacion de la Sinfisis Pericardica (olio su tela, Hospital Alvear, Buenos Aires)
- Ramón Carrillo atendiendo a un paciente neuroquirúrgico en el Instituto Costa Buero (olio su tela)[15]
- Una clase de Semeiologìa, por el Prof. Araoz Alfaro (olio su tela, Facultad de Ciencias Medicas, Buenos Aires)
- Una hipofisectomia en el Hospital de Clinicas (olio su tela, Facultad de Ciencias Medicas, Buenos Aires)